# ريكاناتي
ريكاناتي ( النطق الإيطالي: ‎[rekaˈnaːti]‏ ) هي مدينة و وبلدية في مقاطعة ماشيراتا ، في منطقة ماركي التابعة لإيطاليا . تأسست ريكاناتي حوالي عام 1150 بعد الميلاد من ثلاث قلاع موجودة مسبقًا. في عام 1290 ، أعلنت نفسها جمهورية مستقلة ، واشتهرت في القرن الخامس عشر الميلادي بمعرضها الدولي. وفي مارس 1798 ، احتلها نابليون بونابرت .

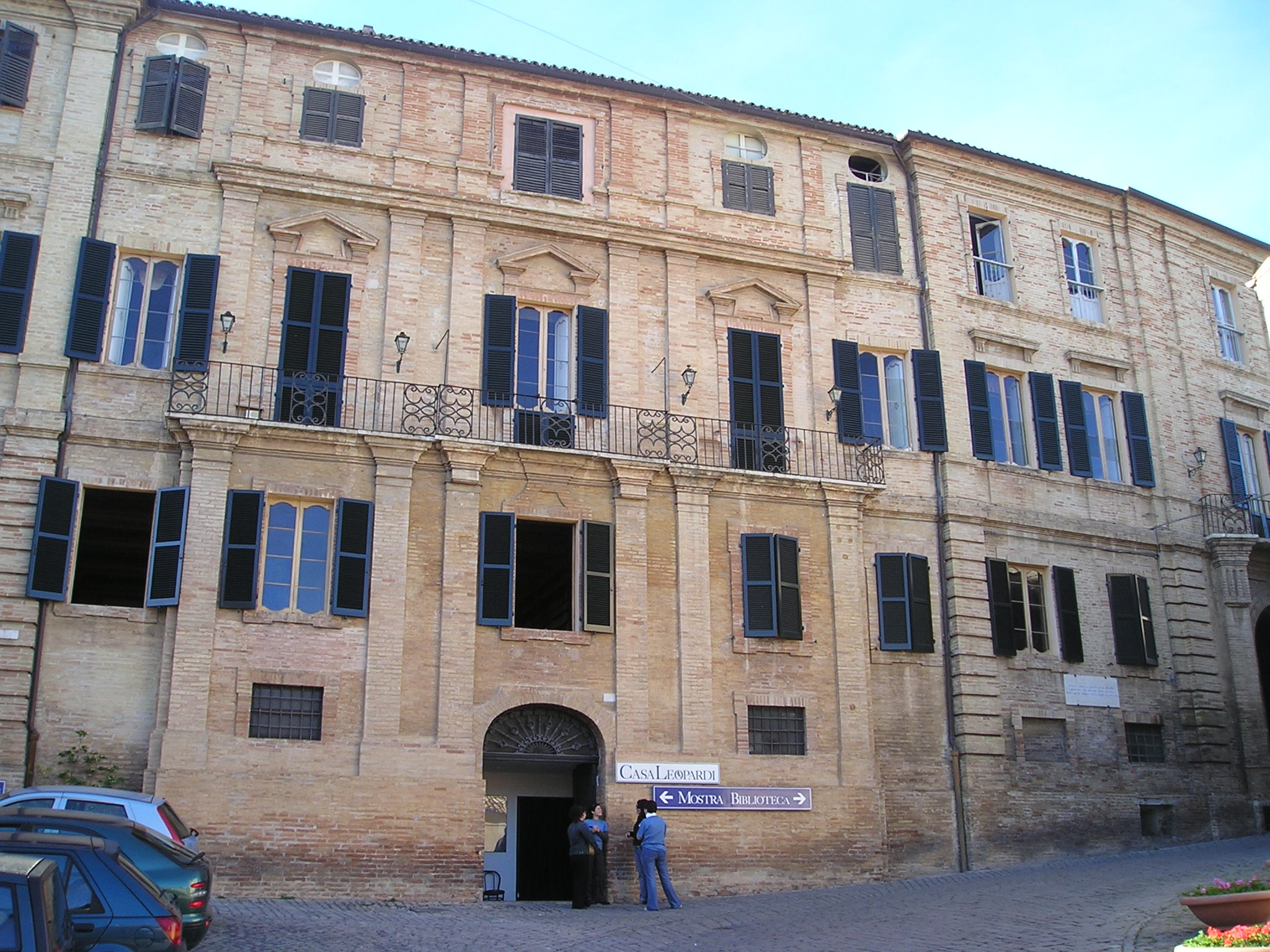
قصر ليوباردي

إنها مسقط رأس التينور بنيامينو جيجلي والشاعر جياكومو ليوباردي ، ولهذا السبب تُعرف المدينة لدى البعض باسم «مدينة الشعر». ازدهر الأشكنازي القبلاني الحاخام مناحيم ريكاناتي الشهير في العصور الوسطى هنا في القرن الثالث عشر.
تياترو فارسي والذي سمي على اسم جوزيبي فارسي وهو مؤلف أوبرا ، ولد في عام 1799 ، يقع في المدينة.

## التاريخ

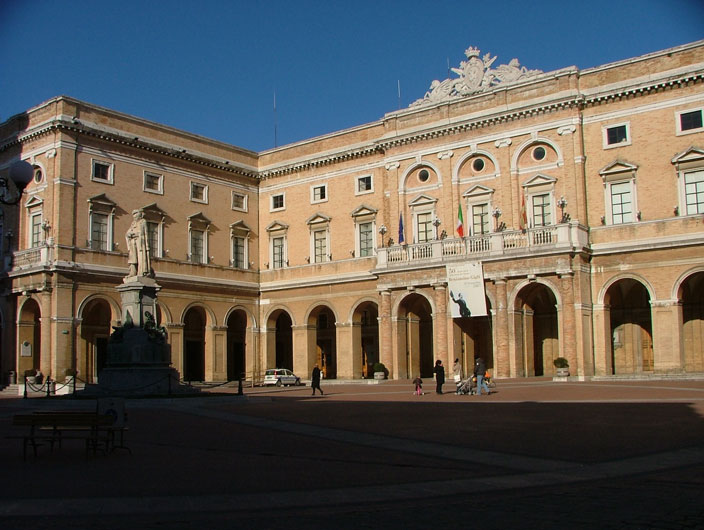
قاعة المدينه

أصل ريكاناتي غير واضح ، على الرغم من أن المنطقة كانت مأهولة منذ عصور ما قبل التاريخ من قبل [./Https://en.wikipedia.org/wiki/Picentes بايسيني] . في العصر الروماني ، والنهر بوتنزا ، الذي كان للملاحة ذلك الحين، شهد صعود مدينتين: بوتينتيا، عند المنبع، و هيلفيا ريسينا ، وتقع داخل اراضي البلد. عندما دمر القوط بقيادة راداجيسوس المنطقة حوالي في عام 406 بعد الميلاد ، لجأ سكانهم إلى التلال ، وربما أسسوا ريكاناتي الحديثة ، والتي ستأخذ اسمها من ريشينا.
في القرن 12th، خلال الخلافات بين فريدريك بربروسا والبابوية، قامت ريكاناتي بطرد النبلاء الإقطاعيين الذين حكموها، وقدم لنفسها دستورا طائفيا تحت قيادة القناصل. وفي عام 1203 تم استبدالهم بالبودستا . في عام 1228 ، انحازت ريكاناتي إلى ابن أخ بربروسا ، فريدريك الثاني ، الذي دخل مرة أخرى في صراع مع الباباوات. من أجل تلك المساعدة ، مُنحت المدينة السيطرة على شاطئ البحر الأدرياتيكي القريب ، والحق في إنشاء ميناء ( بورتو ريكاناتي الحديث). ومع ذلك ، في عام 1239 ، دعم ريكاناتي البابا ، وفي العام التالي أعطاها غريغوري التاسع لقب المدينة والمقعد الأسقفي الذي كان يشغله أوسيمو سابقًا.
في أوائل القرن الرابع عشر ، أثر الصراع بين غويلفيون وغيبلينيون على ريكاناتي أيضًا. في سلسلة من الحوادث ، قام مواطنو ريكاناتي ، من بين آخرين ، بتدمير ونهب الكاتدرائية ، وقتلوا في وقت لاحق بعض دعاة جويلف (الموالين للبابا). رداً على ذلك ، في عام 1322 ، حاصر المرتزقة البابويون مدينة ريكاناتي ودمروا تحصيناتها وقصور غيبلين الرئيسية وقصور بريورز. بحلول عام 1328 ، أصدر البابا عفواً عن المدينة. ومع ذلك ، تم استعادة مقعدها كأساقفة فقط في عام 1354. وفي عام 1415 استضافت ريكاناتي البابا السابق غريغوري الثاني عشر ، الذي توفي بها بعد ذلك بعامين.
في ذلك الوقت ، كانت المدينة موطنًا لمعرض تجاري شهير ، والذي عززه البابا مارتن الخامس في عام 1422. خلال عدة قرون من الازدهار الاقتصادي ، أصبحت ريكاناتي موطنًا لقانونيين وكتاب وفنانين بارزين مثل لورنزو لوتو وجويرسينو .
احتلت القوات النابليونية مدينة ريكاناتي عام 1798. وفي عام 1831 ، شاركت في أعمال الشغب توحيد ايطاليا ، وتم ضمها إلى مملكة إيطاليا التي كانت لتوها قد تكونت في عام 1860 بعد تفكك معظم الولايات البابوية .

## المعالم السياحية الرئيسية

### المباني الدينية

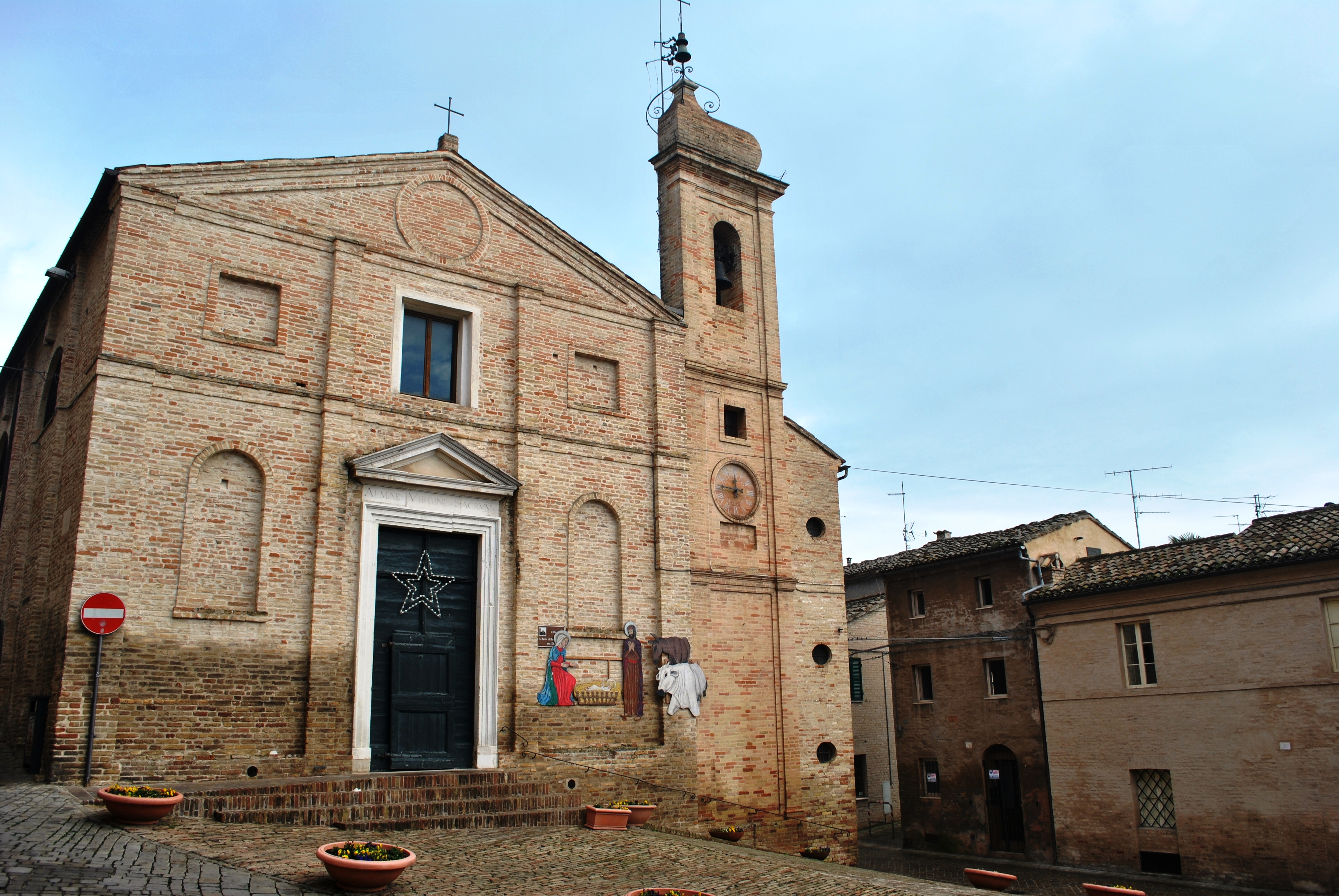
سانتا ماريا دي مونتيموريلو

- سانتا ماريا دي كاستلنوفو : كنيسة من القرن الثاني عشر لها بوابة على الطراز البيزنطي ، يرجع تاريخها إلى عام 1253 ، تصور مادونا التي توجت مع القديسين مايكل وغابرييل . يحتوي الداخل على لوحة جدارية من بيترو دي دومينيكو من مونتيبولتشانو. [2]
- القديس أغسطينوس : كنيسة ودير من القرن الثالث عشر ، أعيد تشكيلهما بعد قرن مع الكاتدرائية. بوابة الحجر الإستري لجوليانو دا مايانو . في القرن الثامن عشر ، أعيد تصميم الديكور الداخلي وفقًا لتصميم فرديناندو جالي دا بيبينا ، مع لوحات من قماش بومارانسيو وبيير سيمون فانيلي وفيليس دامياني .
- كنيسة " سان فيتو" بُنيت فوق صرح روماني-بيزنطي سابق الوجود تم إعطاؤه المظهر الحالي في منتصف القرن السابع عشر ، ولم يتبق سوى الحنية وبرج الجرس من الهيكل السابق. أعيد تصميم الواجهة بعد زلزال عام 1741 وفقًا لتصميم لويجي فانفيتيلي . تشمل الأعمال الفنية في الداخل لوحات من تصميم بومارانشيو و فانيللي و فيليس دميانودي جابيو (1582) و جوسيب فاليريانو (1550) و باولو دي ماتيوس (1727).
- كاتدرائية القديس فلافيان : كنيسة من القرن الرابع عشر مع قصر الأسقف الملحق بها ومتحف الأبرشية. تم دفن البابا غريغوري الثاني عشر هنا.
- @ : كنيسة من القرن الخامس عشر وبوابة 1481 بواسطة جوليانو دا مايانو . يضم لوحة جدارية لمجد سانت فنسنت فيرير من قبل لورنزو لوتو .
- سان بيترينو : كنيسة من القرن الرابع عشر بواجهة من القرن الثامن عشر تُنسب إلى فانفيتيلي.
- مادونا ديلي غراتسي : 1465 الكنيسة
- كنيسة سان فيليبو نيري .
- سانتا ماريا في مونتي موريلو [3]
- سان ميشيل [4]

### المباني العلمانية
- قصر فينييري ، صممه جوليانو دي مايانو.
- بالازو مازاغالي ، صممه جوليانو دي مايانو أو لوسيانو لورانا .
- قلعة مونتيفيور : يعود تاريخها إلى أواخر العصور الوسطى. لها مخطط متعدد الأضلاع مع برج مرتفع مع شرافات.
- مقابر من العصر الحجري الحديث في (الألفية الرابعة قبل الميلاد).
- المتحف المدني لفيلا كولوريدو ميلز : متحف المدينة للفنون والآثار ، من بين اللوحات التي يضمها من بين اللوحات الأخرى ، لوتو ريكاناتي بوليبتيتش .
- ثكنات Carabinieri (القرن الرابع عشر).

## أشخاص

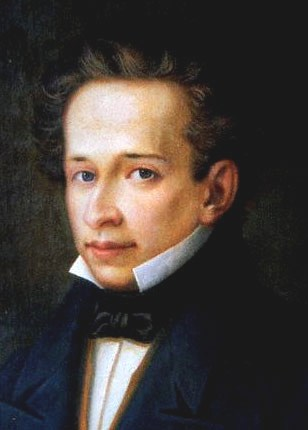
جياكومو ليوباردي

- جياكومو ليوباردي (1798-1837) ، شاعر وكاتب مقالات وفيلسوف وعالم اللغة ، ورائد الحركة الرومانسية
- بنيامين جيجلي (1890-1957) ، التينور
- جوزيبي فارسي (1799-1869) ، مؤلف الأوبرا
- كانت ريكاناتي أيضًا موطنًا لبعض أسلاف الآباء الإيطاليين للاعب كرة القدم الأرجنتيني الشهير ليونيل ميسي
- مناحيم ريكاناتي (1223-1290) ، القبالي والحاخام

## الدين
كانت أبرشية ريكاناتي أبرشية رومانية كاثوليكية في إيطاليا. أسسها البابا غريغوري التاسع عام 1240. [1]
تم رفع كنيستها الرئيسية - فلافيانو - إلى مرتبة كاتدرائية في 21 ديسمبر 1239 ، وفصلت عن نطاق سلطة أبرشية اوسيمو. وتم قمع أبرشية أوسيمو ، بعد أن اختارت دعم الإمبراطور فريدريك الثاني ضد البابا. في 22 مايو 1240 ، تمت ترقية كاستيلو دي ريكاناتي إلى مرتبة مدينة من قبل غريغوري التاسع. [3]
خلال تاريخها المبكر غالبًا قد فقدت مكانتها الأسقفية ثم استعادتها بسبب السياسة البابوية. في 27 يوليو 1263 ، تم قمع الأبرشية بالكامل من قبل البابا أوربان الرابع في بول كايفس ريكاناتنسيس ، بسبب دعمها لمانفريد ، الذي أقام مملكة صقلية.